# Valentín Zabala Argote
Valentín Zabala Argote (Mendoza, Àlaba, 1823 - Saragossa, 1869) fou un pedagog basc que dirigí la primera escola municipal de Saragossa. Aquesta ciutat li va dedicar un carrer el 1901. Fou el creador del mètode d'ensenyament conegut com a "Escuela Zabala".